# Johan De Win
Johan De Win (Leest (Mechelen), 3 augustus 1968) is een Belgisch dirigent, muziekpedagoog en hoornist.

## Levensloop
Johan De Win kreeg zijn eerste muzieklessen van zijn grootvader, Hendrik De Bruyn, die dirigent was van de Koninklijke Fanfare "St. Caecilia", Leest (1938-1965).  Ook André Van Driessche hield zich bezig met zijn opleiding.
Zijn eerste muzikale stappen zette hij op trompet.  In 1986 werd hij laureaat van Pro Civitate. Johan was gebeten door muziek en ging dan ook na zijn middelbare studies naar het Koninklijk Conservatorium te Brussel en naar het Koninklijk Vlaams Conservatorium te Antwerpen, waar hij onder meer les kreeg van Manu Mellaerts en François Violet. Hij behaalde een eerste prijs notenleer, een eerste prijs althoorn en een eerste prijs muziekgeschiedenis, telkens met pedagogisch getuigschrift.  Later kwam daar ook nog het diploma van Meester in de Muziektheorie, optie directie, bij.
Als althoornist was Johan eerst verbonden aan Brass Band Midden-Brabant, waarna hij solohoorn werd van Brassband Willebroek.  Momenteel is hij solohoorn van Festival Brassband vzw Itegem.
In 1994 werd Johan dirigent van de Koninklijke Harmonie Rupelzonen Boom, waar hij nu nog steeds de muzikale leiding heeft.  Hij loodste dit korps op 8 jaar tijd van eerste afdeling naar ere-afdeling.
Van 1995 tot 2009 was hij dirigent van zijn moederfanfare, de Koninklijke Fanfare "St. Caecilia", Leest. Hij behaalde met dit korps meerdere prijzen. Samen met het jeugdorkest van deze fanfare haalde Johan een eerste prijs summa cum laude op het Europees Muziekfestival voor de Jeugd in Neerpelt in 2009. In 2010 werd hij dirigent van de Koninklijke Harmonie Sint Jozef Tielt-Winge.
Momenteel is Johan als leraar verbonden aan het Muziekconservatorium van Mechelen, de Muziekakademie van Willebroek en het Onze-Lieve-Vrouw Instituut in Boom, waar hij notenleer, koper, muziekgeschiedenis en algemene muzikale vorming geeft.  Hij is ook actief binnen de Belgische Kamerfilharmonie.